# Ішанго
Ішанго — місцевість, яка знаходиться в Центральній Африці в Демократичній Республіці Конго поблизу Уганди, на верхів'ї Нілу на північному березі озера Едвард (Національний парк Вірунга).
Місцевість найбільш відома завдяки кістці Ішанго.
| Прапор ДР Конго | Це незавершена стаття про ДР Конго. Ви можете допомогти проєкту, виправивши або дописавши її. |